# Sternhydrus
Sternhydrus is een geslacht van kevers uit de familie  waterroofkevers (Dytiscidae).
Het geslacht is voor het eerst wetenschappelijk beschreven in 1945 door Brinck.

## Soorten
Het geslacht omvat de volgende soorten:
- Sternhydrus atratus (Fabricius, 1801)
- Sternhydrus gibbosus (Wilke, 1920)
- Sternhydrus kolbei (Wilke, 1920)
- Sternhydrus toxopei (Zimmermann, 1925)